# Юлий (военный магистр)
Юлий (лат. Iulius) — римский политический деятель второй половины IV века.
Около 365 года Юлий занимал должность комита военных дел Фракии. Когда родственник императора Юлиана Отступника Прокопий поднял восстание против Валента II и провозгласил себя императором, Юлия вызвали в Константинополь, контролируемый Прокопием, от имени Валента, где и арестовали. Произошло это потому, что бунтовщик опасался, что Юлий не примет его сторону и подчиненное ему войско направит против Прокопия.
Примерно в 371—378 года Юлий был комитом и военным магистром конницы и пехоты Востока. После Адрианопольского сражения, в котором остготами была уничтожена почти вся римская армия, а император Валент погиб, он отдал тайный приказ в одночасье перебить всех готов, служивших под его началом.